# Xbox One
Xbox One è una console per videogiochi prodotta da Microsoft. La macchina dispone di varie funzioni multimediali oltre a quelle di intrattenimento videoludico e fa parte dell'ottava generazione di console, competendo commercialmente con PlayStation 4 di Sony, con Wii U fino al 2017, e poi con Nintendo Switch, entrambe prodotte da Nintendo. Ha ricevuto due versioni riviste: Xbox One S, disponibile dall'agosto 2016 e Xbox One X, disponibile dal novembre 2017.
La console è stata anche presentata all'E3 2013 e alla GamesCom 2013 di Colonia. Lanciata nel novembre 2013, la One ha una CPU con otto core x86-64 (due moduli da 4 core utilizzati contemporaneamente), 8 gigabyte di RAM DDR3 (di cui 3 GB vengono impiegati per le applicazioni e il sistema operativo), 32 MB di ESRAM a completa disposizione della GPU, un disco rigido da 500 GB e una memoria flash da 20GB; la console è in grado di leggere i dischi Blu-ray e supporta la risoluzione 4K (3840x2160 px), ha un'uscita audio surround 7.1 e, grazie ad un aggiornamento firmware pubblicato nel mese di giugno 2014, è possibile collegarvi un hard disk esterno USB 3.0.
Xbox One dispone inoltre di due porte HDMI 1.4v, una in entrata e una in uscita, ma non ha uscite per il video composito o il component. Durante l'evento HotChips 2013, Microsoft dichiarò che CPU e GPU sarebbero stati supportati da 15 processori special purpose, tra i quali un chip audio dedicato, dotato di due core vettoriali. La console è anche region free ma, nonostante ciò, i servizi a pagamento online sono limitati; permette l'accesso istantaneo e simultaneo a film, TV in diretta, musica e Internet. Come la 360, Xbox One supporta, a partire dall'11 dicembre 2013, la visione dei canali a pagamento di Mediaset Premium in Italia tramite l'applicazione Premium Play.
Con un aggiornamento software che basa il sistema operativo sul kernel di Windows 10, su Xbox One sono state introdotte le Universal Apps, l'assistente vocale Cortana, una nuova interfaccia ed altre novità.

## Storia

### Sviluppo e annuncio
Il kit di sviluppo della console era conosciuto inizialmente come Xbox 720, poi rinominato dalla casa con il nome in codice Durango; il termine One sta per All in One, ossia "tutto in uno". La console è stata ufficialmente annunciata il 21 maggio 2013 durante l'evento Xbox Reveal a Redmond dal capo della divisione Xbox di Microsoft, Don Mattrick. Al momento dell'annuncio, l'azienda confermò che erano in sviluppo 15 titoli esclusivi per la console, di cui 8 sarebbero state nuove IP.
Tuttavia, le scelte adottate relative al dover tenere una connessione Internet obbligatoria, verificando un accesso con la console ogni 24 ore, e alla registrazione dei giochi in base all'utenza online andando contro così al mercatino dell'usato, suscitarono moltissime polemiche in tutto il mondo da parte dei fan (e anche non-fan) di Xbox.
Le pesanti critiche relative al marketing, applicato da Microsoft, portarono l'azienda perfino a bloccare i commenti sul suo canale ufficiale di YouTube a causa dell'elevato numero di responsi negativi da parte degli utenti. Oltre alle critiche estremamente negative, sarebbero circolate su Internet notizie secondo le quali Microsoft avrebbe in un primo momento corrotto alcuni critici in modo da far guadagnare al nuovo prodotto un aspetto "commercialmente" più positivo e successivamente avrebbe pagato publisher e sviluppatori per non mostrare i loro titoli alla conferenza E3 di PlayStation 4, così da ridurne l'impatto sul pubblico.
A peggiorare la situazione si aggiunse un commento di Don Mattrick, pubblicato l'11 giugno, che recitava: «Fortunatamente noi abbiamo un prodotto per persone che non sono in grado di avere una connessione ad Internet; si chiama Xbox 360». Questa frase ha ingigantito le già aspre polemiche oltre a suscitare grande ilarità, poiché, a detta di molti, Mattrick avrebbe trascurato il fatto che molte persone avrebbero preferito giocare con una PlayStation 4 o un PC piuttosto che con una Xbox 360.
A causa delle pressioni e critiche del web in fermento e dei continui trolling da parte di Sony, il 19 giugno 2013, Microsoft, nella persona di Mattrick, ha pubblicato un comunicato dove dichiara che la console non richiede più una connessione obbligatoria ogni 24 ore, ma solo al momento del setup iniziale; confermando inoltre l'assenza del blocco dei giochi usati.
La condotta tenuta da Mattrick e il peso dell'evento in sé (che verrà ricordato da molti come il peggior evento d'annuncio dedicato ad Xbox) hanno avuto ripercussioni sulla sua carriera: egli lasciò infatti Microsoft, stranamente, appena un mese dopo l'evento per entrare in Zynga il 1º luglio. È stato sostituito nel ruolo da Phil Spencer, che ha rivisto completamente le strategie di marketing all'interno della divisione Xbox.

### 2013-2014: il lancio e i successivi responsi

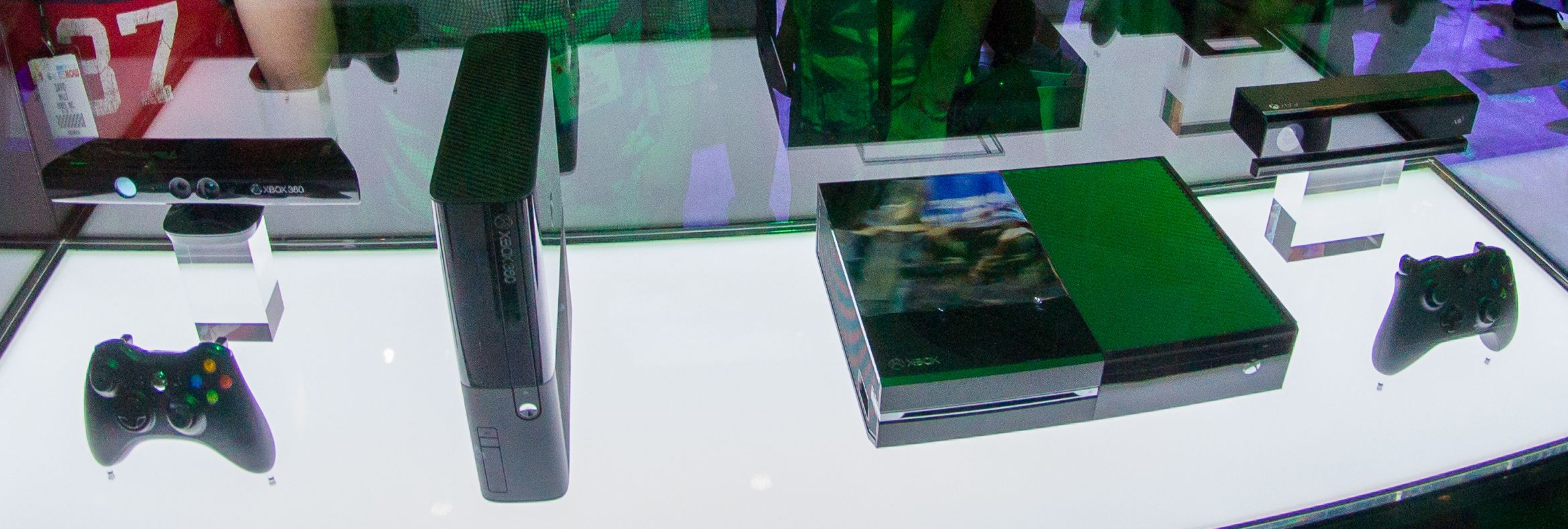
Xbox 360 (modello E-super slim) ed Xbox One in esposizione all'E3 2013.

Nonostante le problematiche createsi nei mesi precedenti al lancio, l'evento venne supportato con vendite piuttosto buone; oltre 900.000 unità vennero vendute in America del Nord, in soli nove giorni. A diciotto giorni di presenza sul mercato, Xbox One superò i 2 milioni di pezzi venduti.
A marzo 2014, dopo alcuni rumor circolati sul web, Microsoft ha annunciato ufficialmente che la One avrebbe supportato le nuove librerie grafiche DirectX 12. Il 13 maggio 2014, dopo aver analizzato i dati di mercato e l'essenzialità dell'uso del Kinect da parte dei giocatori, si è deciso di introdurre dal 9 giugno successivo una versione della console sprovvista di Kinect, al prezzo di 399 dollari (circa 399 euro in Europa).
Con la riapertura totale del mercato cinese nel 2013, il 30 luglio 2014, Microsoft ha annunciato l'arrivo di Xbox One anche in Cina, inizialmente per il 23 settembre 2014; lo Stato asiatico aveva chiuso le frontiere al mercato console nel 2000 per riaprirlo parzialmente solo nel 2004 per PlayStation 2; questo fa dell'Xbox One la prima console a raggiungere il mercato cinese dal 2004. Nei mesi successivi il governo cinese ha autorizzato l'azienda di Redmond alla vendita sul territorio per massimo 5 milioni di unità; poco tempo prima del lancio, però, venne reso noto che Microsoft avrebbe posticipato la data di uscita della console in Cina al 29 settembre. Nonostante un taglio di prezzo di 100 dollari, la console è rimasta al secondo posto nelle vendite, superata solo dalla PlayStation 4, anche negli Stati Uniti; ad agosto 2014 si sparsero voci sul fatto che l'intero progetto "Xbox One" avrebbe generato perdite per circa 400 milioni di dollari, tuttavia l'azienda smentì ammettendo che le analisi di quegli ultimi giorni partivano da un dato parziale.
Il 4 settembre 2014 Xbox One è arrivata anche in Giappone: nonostante una buona accoglienza durante l'evento di lancio, con oltre l'84% dei responsi positivi, la console è stata un insuccesso in termini di vendite per quel mercato. Tra il 4 e il 7 settembre, solo 23 500 unità sono state vendute, non riuscendo neppure a superare la precedente console Microsoft; difatti, in ancora meno giorni, di Xbox 360 ne erano state vendute più di 60 000. A commentare il mancato successo di Xbox One in Giappone, nelle settimane seguenti, si è aggiunto Takashi Sensui (capo della sezione Xbox per il Giappone), che ha confermato la sincera insoddisfazione di Microsoft riguardo ai risultati ottenuti dalla console, con appena più di 1 300 unità vendute nella terza settimana di permanenza sul mercato giapponese.

### 2015-2016: retrocompatibilità, Play Anywhere e Xbox One S

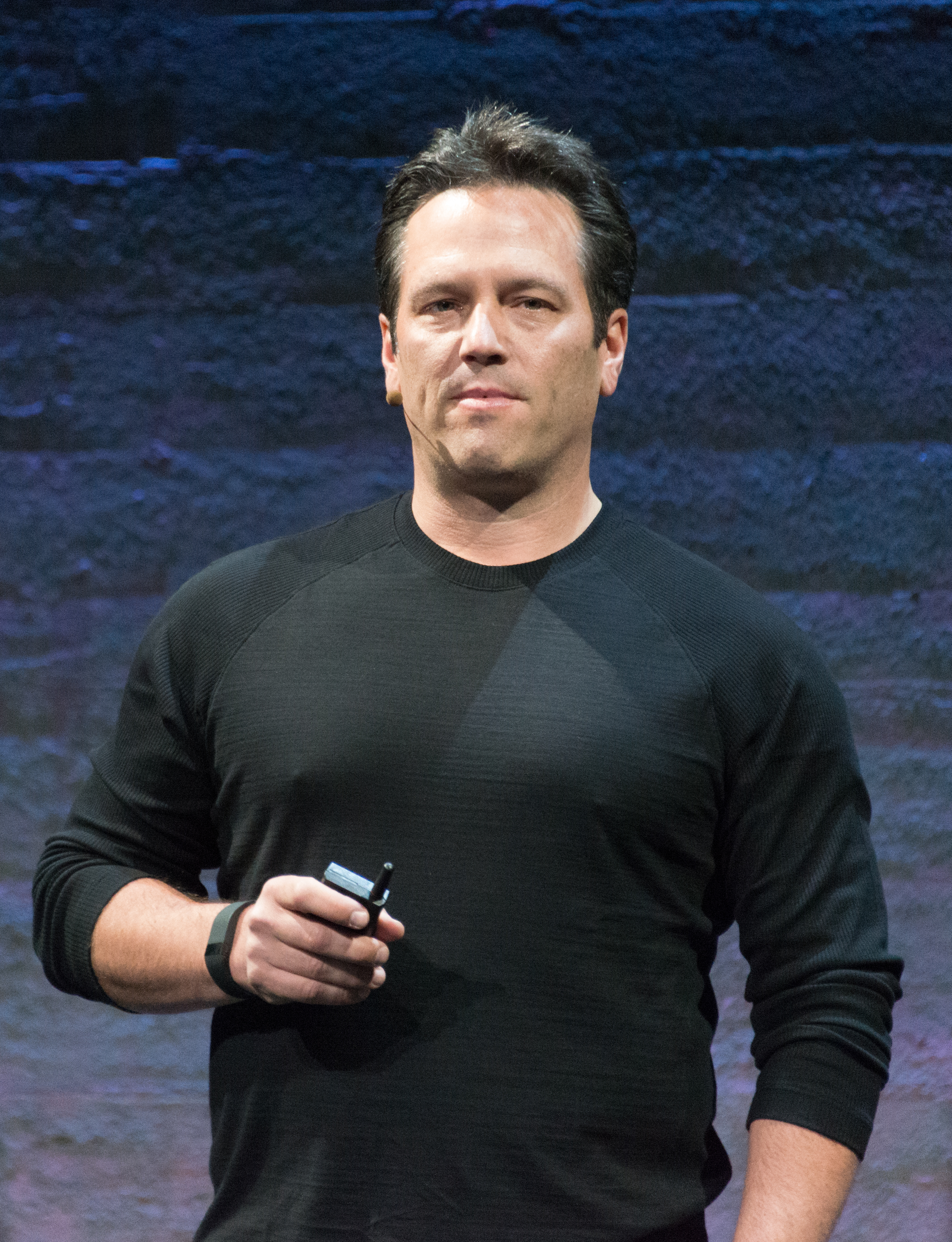
Phil Spencer, responsabile della divisione Xbox a partire dal 2014.

In seguito Spencer cambiò ulteriormente la strategia Microsoft rispetto agli inizi: nonostante le affermazioni di Mattrick sulla mancata retrocompatibilità della One con i giochi delle precedenti console Xbox e Xbox 360, nel corso dell'annuale riunione degli sviluppatori per le piattaforme Microsoft, tenutasi ad aprile 2014, l'idea di un emulatore per i giochi della 360 fu presa in considerazione e confermata ufficialmente da Frank Savage, sviluppatore partner di Microsoft.
Con l'arrivo del 2015 e di Windows 10 si sono presentate novità essenziali per la One: il passaggio del sistema operativo, tramite aggiornamento, dai kernel di Windows 8 a Windows 10, il completo supporto alle librerie grafiche DirectX12 (a cui, secondo le dichiarazioni di Microsoft, sarebbe conseguito un notevole incremento delle prestazioni della console) ed un'app dedicata alla console da utilizzare con Windows 10.
Durante l'E3 2015, Microsoft confermò il pieno supporto alla retrocompatibilità dei giochi Xbox 360. Tale funzionalità è stata annunciata come totalmente gratuita: un gioco acquistato in versione digitale su Xbox 360, quindi, sarebbe stato scaricabile automaticamente sulla nuova console tramite Xbox Live o, in alternativa, inserendo il relativo DVD di Xbox 360 nel lettore dell'Xbox One sarebbe stato possibile sbloccarne il download. In questo caso, il download è di una versione del gioco riadattata: il titolo scaricato viene effettivamente rilevato, infatti, come titolo Xbox One. La retrocompatibilità è stata resa disponibile inizialmente ai soli iscritti al programma Preview, per poi essere estesa a tutti gli utenti il 12 novembre 2015. Al momento dell'annuncio, circa 100 titoli Xbox 360 erano ufficialmente compatibili con la nuova console ai quali ogni mese, secondo Microsoft, se ne sarebbero aggiunti altri 100.
Da ottobre 2015, Microsoft ha deciso di non diffondere più i dati di vendita della console; come risultato, i 10 milioni di vendite risalenti a novembre 2014 costituiscono tuttora l'ultimo dato ufficiale cumulativo delle vendite della console. Secondo parte della stampa specializzata, la decisione è stata presa a causa delle vendite complessive inferiori a quelle della concorrente Playstation 4.
Nel corso dei primi mesi del 2016, Spencer decide di puntare sulla strategia Xbox Play Anywhere, che consente all'utenza che detiene un gioco su Xbox One di poterlo ottenere gratuitamente anche su PC con Windows 10, oltre all'inserimento di tutte le esclusive One su Windows Store per consentire una scelta ed un acquisto in base al budget o alla piattaforma preferita dall'utente, creando in questo modo un unico ecosistema digitale; tra i primi titoli a beneficiare di funzionalità vi sono Forza Horizon 3, Scalebound, Sea of Thieves, Gears of War 4, Dead Rising 4. In questo periodo le vendite di Xbox One avevano ormai superato 20 milioni di unità.
Il 13 giugno 2016 durante la conferenza Microsoft, all'Electronic Entertainment Expo, viene presentata la Xbox One S: più piccola del 40%, possiede un disco rigido da 2 TB, riproduzione video in 4K con supporto all'HDR10, alimentatore interno e un nuovo gamepad wireless, ma anche con l'eliminazione della porta proprietaria per il Kinect, il che costringe l'adozione di un adattatore/alimentatore per poter utilizzare tale periferica. Viene inoltre annunciata una nuova versione della console, denominata Project Scorpio, capace di riprodurre contenuti 4K e con potenza grafica di 6 TeraFLOPS. Il rilascio della One S si è rivelato un grande successo: la console ha venduto più di PlayStation 4 in America del Nord nel luglio 2016, portando un aumento delle vendite di oltre il 75% anche nel Regno Unito. Questo successo sarebbe stato destinato a crescere ulteriormente quando Xbox One superò le vendite di PlayStation 4 negli Stati Uniti per il terzo mese di fila; inoltre le vendite nel Regno Unito, a settembre 2016, hanno subito un rialzo oltre il 989%. 

### 2017-2020: Xbox One X, modelli senza supporto ottico
Il 7 Novembre 2017 vede il debutto della midgen Xbox One X (precedentemente conosciuta come Project Scorpio), la quale mantiene sempre l'alimentatore interno come la precedente One S,, allo stesso tempo anche questo modello non ha più la porta proprietaria per il Kinekt, richiedendo un adattatore per poter utilizzare tale periferica, la fessura del lettore ottico viene nascosta nella fessura tra la base (che incrementa il suo spessore) e il frontale della console.
Il 16 aprile 2019 Microsoft ha svelato la Xbox One S All-Digital Edition, resa poi disponibile il 7 maggio 2019, che includeva tre giochi digitali, Forza Horizon 3, Sea of Thieves e Minecraft, tale modello essendo sprovvisto di un'unità ottica richiede che i giochi devono essere scaricati dal negozio digitale, mentre il prezzo di vendita è di 50 $ inferiore rispetto alla Xbox One S, la quale costa 249 $.
Microsoft ha terminato la produzione dei vari modelli di Xbox One a fine 2020 in preparazione alla produzione di hardware futuro per la generazione successiva.

## Periferiche

### Gamepad
La progettazione del gamepad è costata a Microsoft circa 100 milioni di dollari in termini di ricerca e sviluppo. Il gamepad di One ha un design molto simile a quello di Xbox 360, ma la croce direzionale è stata resa più precisa ed ergonomica rispetto a quella della precedente console. Il gamepad utilizza una coppia di pile di tipo AA, che garantiscono un utilizzo per una durata complessiva di circa 40 ore.
Rispetto al gamepad della 360, quello della One possiede una latenza del 20% inferiore e i due pad analogici destro e sinistro hanno una sensibilità aumentata che richiede il 25% in meno di forza per la lettura del movimento. La copertura wireless massima del gamepad è di 9 metri. Una novità del nuovo gamepad è stata l'aggiunta della vibrazione ai due grilletti inferiori destro e sinistro, in modo da garantire una retroazione più o meno impulsiva a seconda della profondità raggiunta dal tasto.

### Kinect One

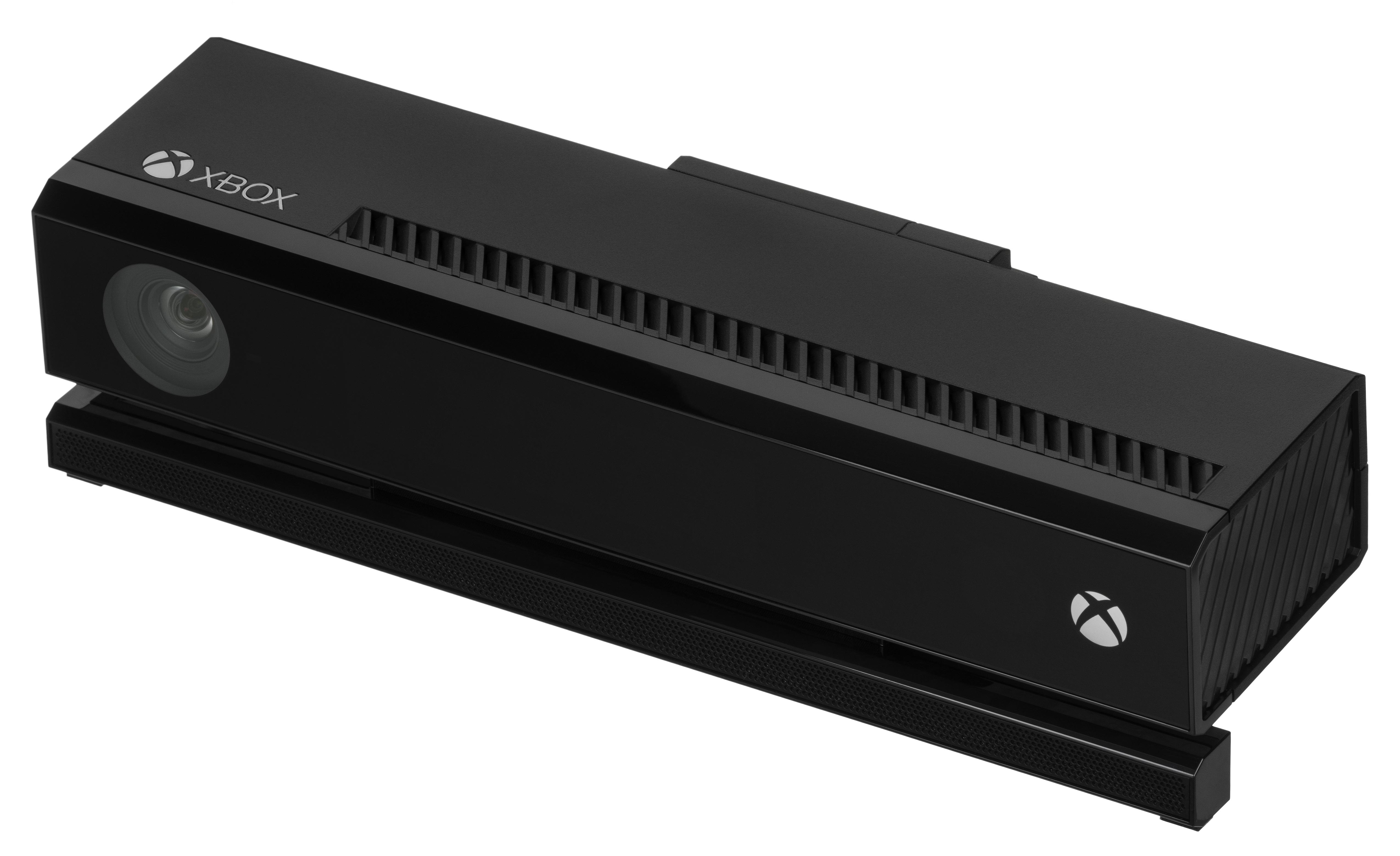
Il Kinect One

Il Kinect One supporta una risoluzione di 1080p ed è in grado di garantire una larghezza di banda a 2 gigabit di dati al secondo; inoltre può riconoscere fino a 6 giocatori e riesce a monitorare elementi come il battito cardiaco e i movimenti dei muscoli facciali.
Tutte le funzioni della console sono gestibili con comandi vocali tramite Kinect One, dall'esecuzione di giochi fino alla visualizzazione di film e alla navigazione su Internet tramite browser. Nonostante le preoccupazioni dell'opinione pubblica sull'utilizzo di questa periferica e sul tema della privacy, Microsoft ha garantito che, nonostante le potenzialità del Kinect, garantire la riservatezza è uno dei suoi punti principali e più importanti.

## Specifiche tecniche
- CPU
  - AMD64 Jaguar (x86-64)[13]
  - 8 core a 1,75 GHz[68]
- GPU
  - AMD Radeon Durango a 853 MHz[2]
  - Pixel Shader Model 5.0[2]
  - Fillrate in pixel da 13,6 gigasample al secondo[2]
  - Fillrate in texel da 40,9 gigatexel al secondo[2]
  - 16 Render Output Units[69]
  - Supporto a AMD freesync 2
  - Performance complessiva dichiarata in virgola mobile: 1.31 TeraFLOPS
- Memoria
  - 8 GB RAM/VRAM DDR3 unificata[70]
  - Larghezza di banda a 68,3 GB/s[71] (68 GB/s Bandwidth + 47 MB ESRAM, 108 GB/s Bandwidht[72])
  - 47 MB di memoria interna direttamente sul SoC 32 MB[13]
- Sonoro[13]
  - Chip dedicato: 2 core vettoriali SIMD FP 128 bit
  - Performance complessiva dichiarata: 15,6 GFLOPS
  - Motori hardware specializzati, con capacità di calcolo equivalente a 18 GOps
- Unità disco
  - Blu-ray Disc
- Archiviazione[13]
  - 500 GB HDD a 5400 rpm, 8 MB cache oppure 1 TB HDD a 5400 rpm, 8 MB cache
  - Memoria flash 8 GB eMMC 4.5
- Comunicazione
  - Wi-Fi IEEE 802.11 b/g/n dual-band 2,4 e 5 GHz
  - Wi-Fi Direct per periferiche (Smartglass, ecc.)
  - Bluetooth
  - Ethernet
  - USB 3.0
  - uscita proprietaria per Kinect One
- Uscite audio/video
  - 2 x HDMI 1.4 (in e out)
  - S/PDIF
- API
  - DirectX 11.x - DirectX 12 (da novembre 2015, con Windows 10)
- Dimensioni
  - Larghezza: 33,5 cm
  - Profondità: 27,5 cm
  - Altezza: 8 cm
  - Peso: 3,18 kg

## Altre versioni

### Xbox One S

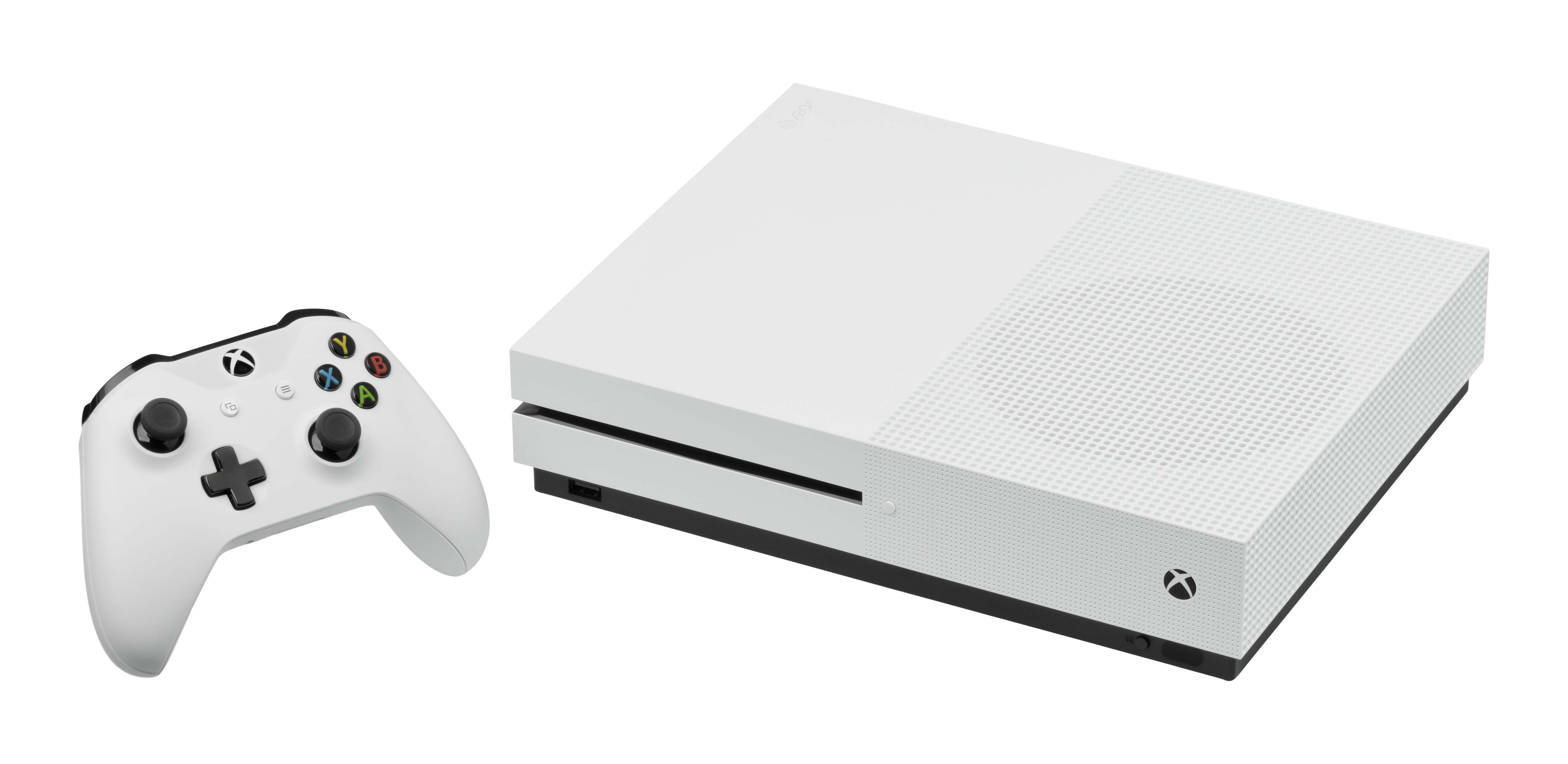
Xbox One S

Durante la conferenza del 13 giugno 2016 in occasione dell'E3 2016, Microsoft ha annunciato il lancio di Xbox One S per agosto 2016. Si tratta di una versione revisionata di Xbox One con alcune modifiche: il nuovo case, infatti, è il 40% più piccolo rispetto al modello originale, supporta uno stand verticale, rivede la connettività del sistema (manca la porta Kinect One, che dovrà essere collegato tramite adattatore USB), non richiede un alimentatore esterno e supporta la risoluzione 4K per video. Anche il gamepad è stato rivisto: possiede grip in gomma nelle impugnature, supporta lo standard bluetooth ed è compatibile con Windows 10 Mobile.
Sono inizialmente emersi dettagli sul sistema Xbox One S secondo i quali la console presenterebbe un hardware migliorato che garantirebbe prestazioni differenti rispetto al modello originale. La stessa Microsoft ha chiarito questo aspetto: per poter garantire la visione fluida di contenuti in 4K e la funzionalità HDR, il microprocessore è stato leggermente potenziato rispetto al modello precedente di Xbox One; questo tuttavia non ha migliorato significativamente le prestazioni dei giochi.
Xbox One S è stata rilasciata in due modelli, una versione classica con lettore disco e l'altra, denominata All Digital Edition, priva del già citato lettore, oltre ad essere disponibile in tre versioni differenti a seconda della capacità dell'hard disk: 500 GB, 1 TB e 2 TB.

### Xbox One X

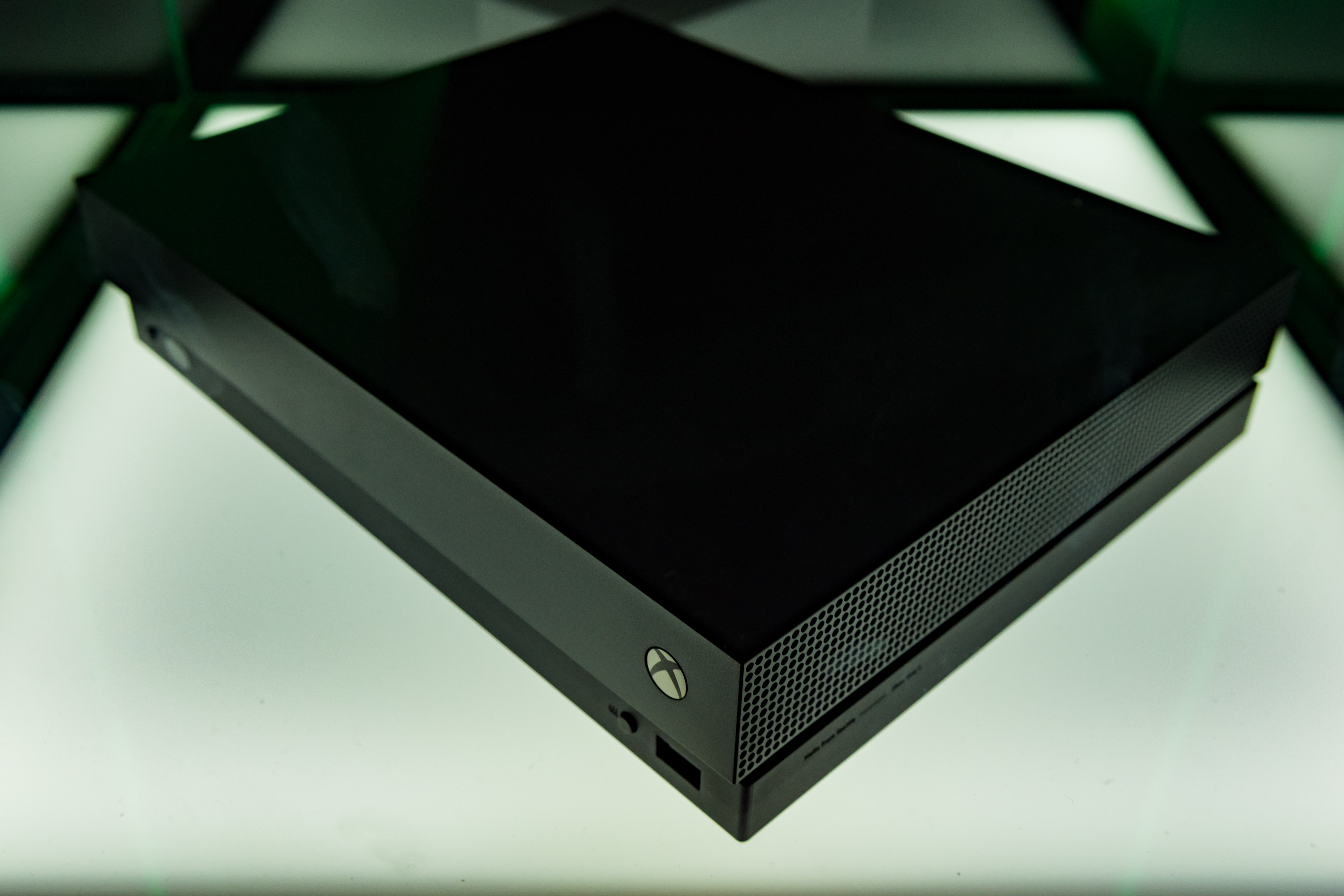
Xbox One X

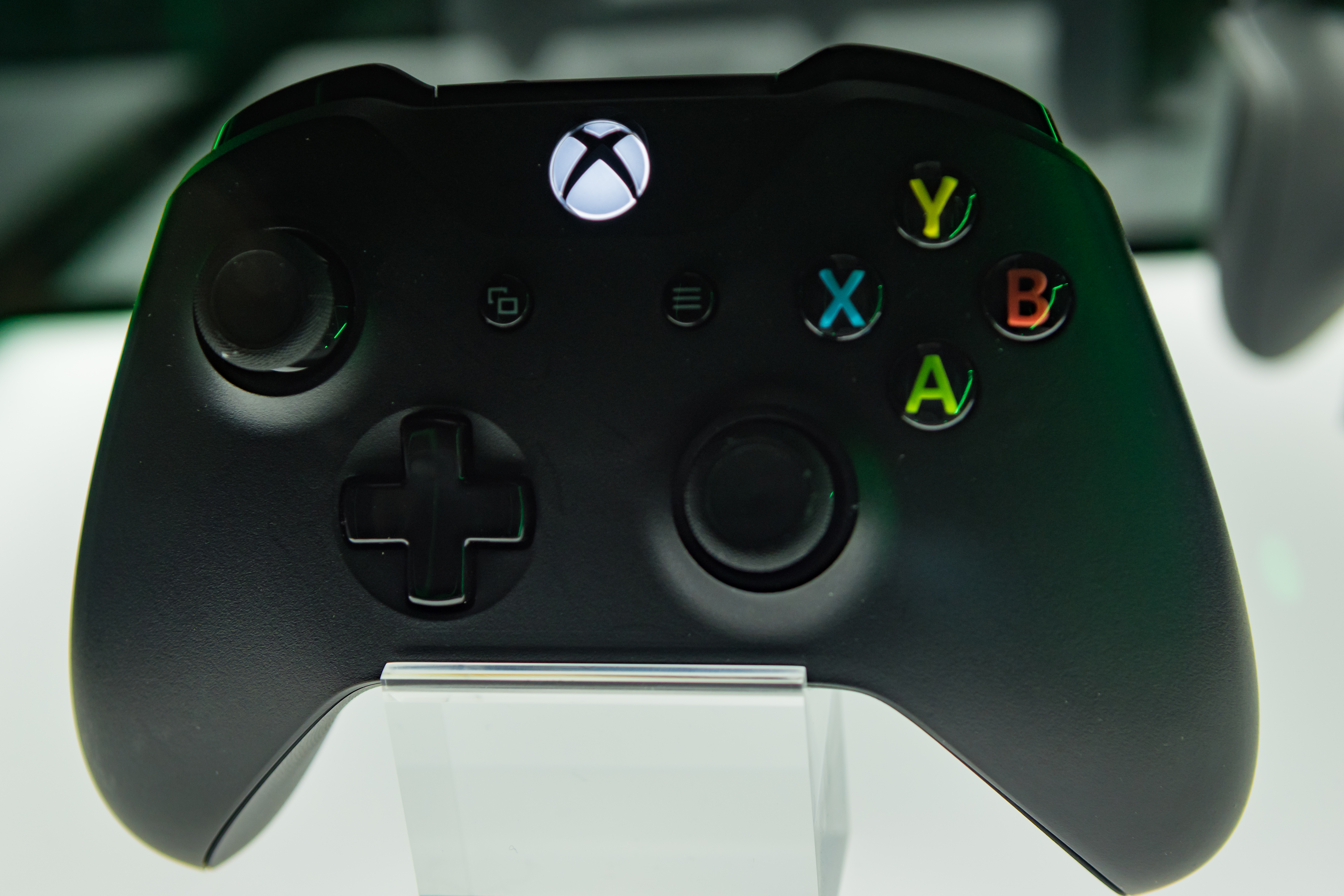
Gamepad di Xbox One X

Annunciata come Project Scorpio e poi commercializzata come Xbox One X, supporta la risoluzione 4K.

#### Specifiche tecniche
- CPU
  - AMD Jaguar Custom
  - 8 core a 2,3 GHz
- GPU
  - GPU Custom a 1,172 GHz
  - 40 unità computazionali
  - caratteristiche esclusive della tecnologia Polaris di AMD
  - 6 teraFLOPS
- RAM
  - 12 GB a 6,8 GHz
  - GDDR5
  - 326 GB/s di banda passante
- Memoria
  - HDD meccanico da 1 TB
- Porte
  - HDMI
  - 3 ingressi USB 3.0 (una frontale e due posteriori)
  - ricevitore/trasmettitore IR
  - audio digitale SPDIF
  - Ethernet (IEEE 802.3 10/100/1000)
- Connessioni
  - Wireless IEEE 802.11ac dual band 2,4 e 5 GHz
  - Xbox Wireless Radio dual band dedicata
- Alimentazione
  - Alimentatore interno da 245 W
- Supporto Disco
  - Blu-ray fino a 4K UHD
- Dimensioni
  - Larghezza: 30 cm
  - Profondità: 24 cm
  - Altezza: 6 cm
  - Peso: 3,81 kg